# Vodnost
Vodnost (nesprávně vodnatost, v hydrologii se nepoužívá) v hydrologii vyjadřuje velikost průtoku daného vodního toku z dlouhodobého hlediska. Vodnost (např. během roku) je znázorněna hydrogramem a vyjadřuje hydrologický režim toku. Při srovnání aktuálního průměrného průtoku daného toku v daném období (měsíci, roce, atd.) a dlouhodobého průměru lze následně hovořit o extrémně málo vodném, málo vodném, průměrně vodném, velmi vodném nebo extrémně vodném období (měsíci, roce, atd.).